# Martinsstift (Worms)

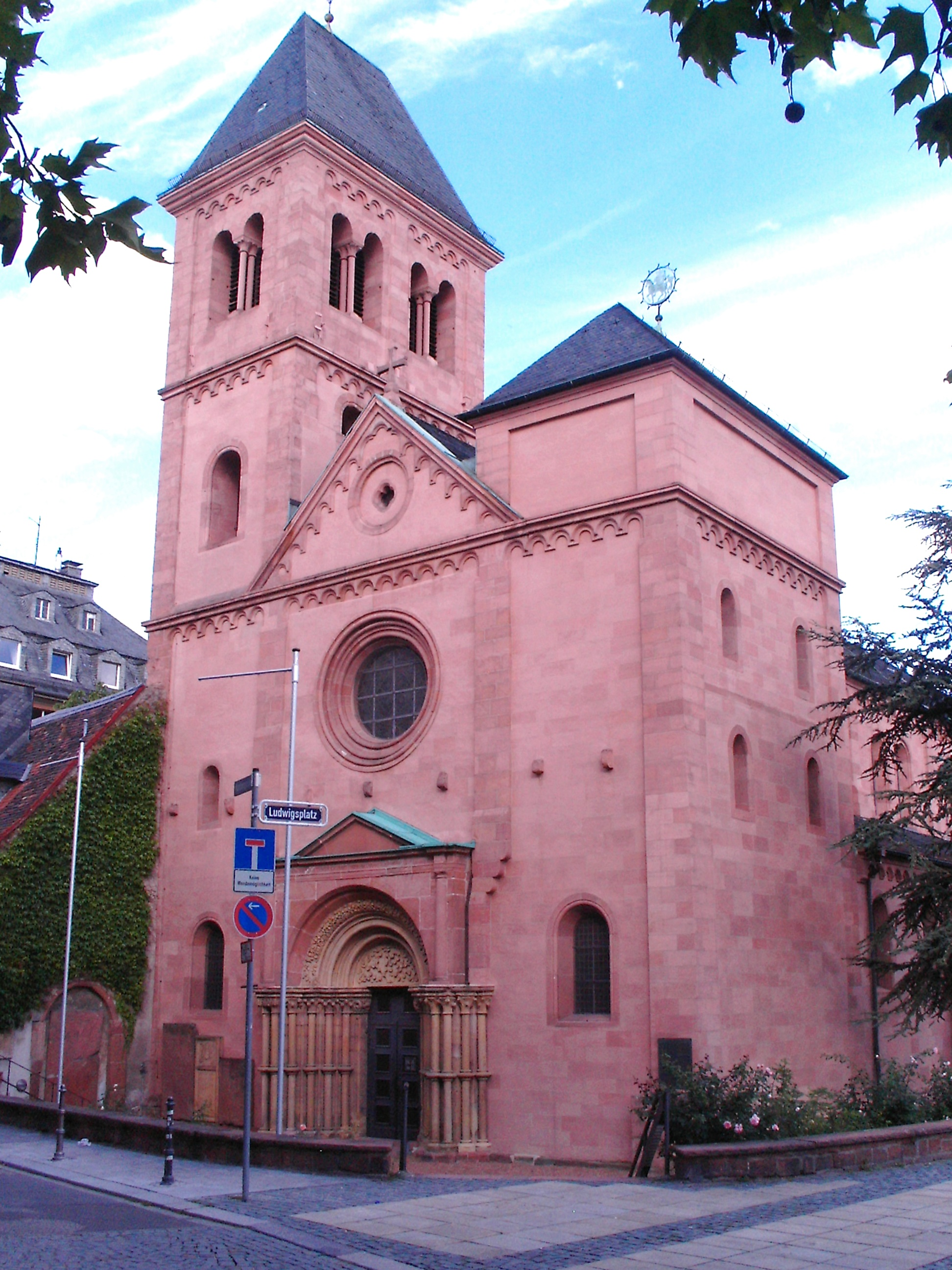
Die ehemalige Stiftskirche und heutige Pfarrkirche St. Martin in Worms (2011)

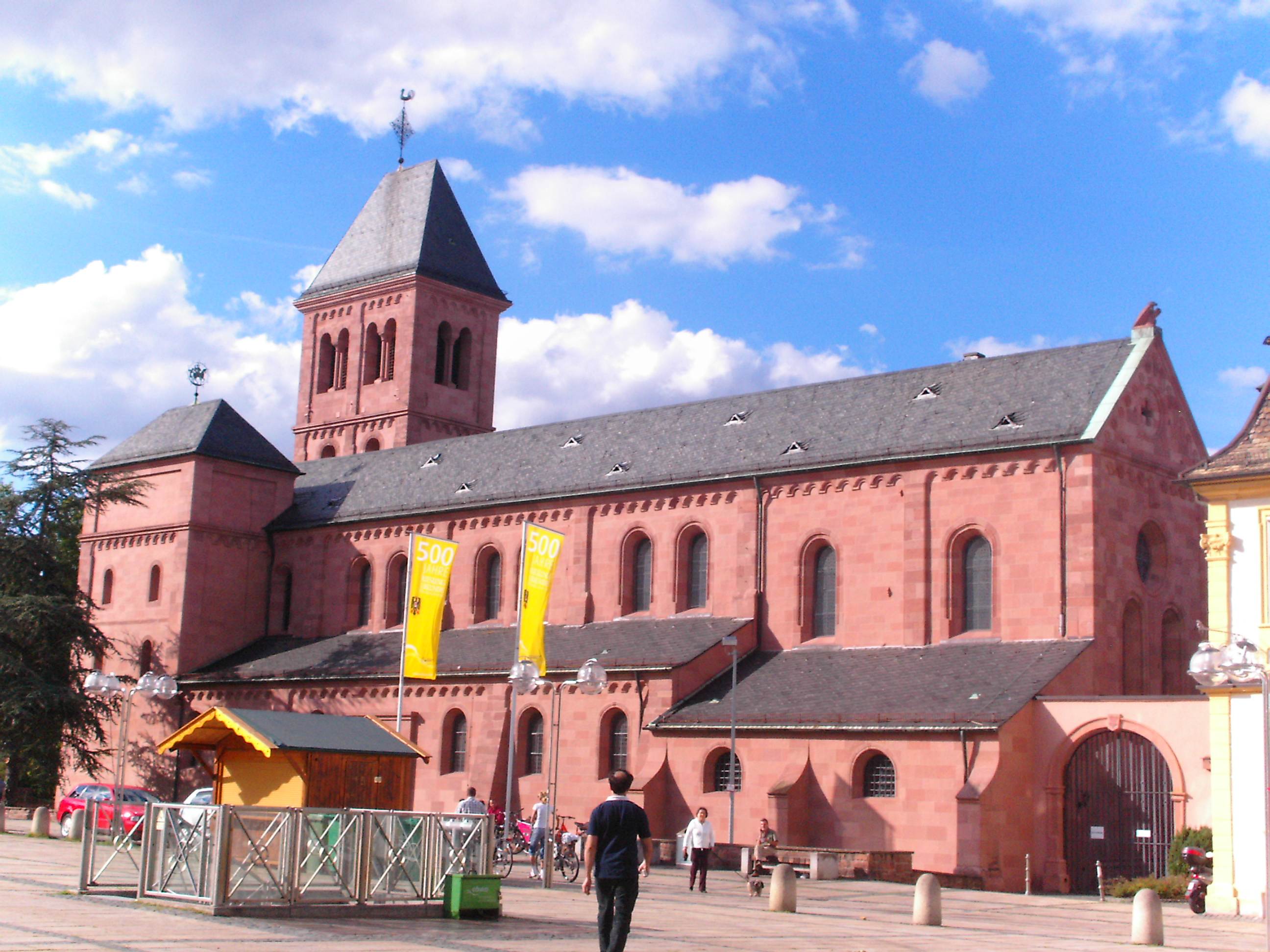
St. Martin in Worms von Südosten

Das Martinsstift Worms war ein Kollegiatstift in der Stadt Worms und wurde 1802 aufgelöst. Die zugehörige Stiftskirche St. Martin existiert bis heute und soll sich der Überlieferung nach an dem Platz befinden, wo der Kerker stand, in dem St. Martin von Tours als Gefangener einsaß.

## Ursprung
Sulpicius Severus († um 425), ein Weggefährte St. Martins, verfasste die maßgebliche Vita über den Heiligen. Hierin überliefert er auch, dass dieser in Worms – dem damaligen Civitas Vangionum – vom Heerführer und späteren Kaiser Julian Apostata in den Kerker gesperrt wurde, da er sich weigerte weiterhin als Soldat am Kriegsdienst teilzunehmen.
Das Patrozinium der Wormser Martinskirche weist in die fränkische Zeit und eine Vorgängerkirche der heutigen existierte schon vor 900. Die beständige Ortstradition lokalisierte den römischen Kerker, in dem der Hl. Martin einsaß, an der Stelle der späteren Martinskirche; dies wird auch in schriftlichen Quellen öfter belegt. Bis zur Zerstörung von Worms, 1689, war im Bereich der Kirche der tiefer liegende Martinskerker vorhanden, der als Andachtsstätte besonderes verehrt wurde.

## Gründung und Geschichte des Stiftes
Die heutige Martinskirche, eine 3-schiffige Basilika frühromanischen Ursprungs, hängt mit der Gründung des Martinsstiftes zusammen. Das Stift war eine geistliche Gemeinschaft aus 12 Säkularkanonikern, mit einem Stiftsdekan als Oberhaupt.
Dieses Stift wurde gegen Ende des ersten Millenniums in Worms gegründet. Eine gefälschte Urkunde König Ottos III. († 1002) vom 13. September 991 gibt kund, dass der Monarch dem – schon bestehenden – Martinsstift Besitzungen in Boppard überschreibt. Die kaiserliche Schenkung der Bopparder Besitzungen an das Martinsstift steht außer Zweifel und wird in einer echten Urkunde Kaiser Heinrich VI., vom 10. Juni 1196 ausdrücklich bestätigt. Die Ereignisse in der gefälschten Urkunde können aufgrund verschiedener Zeitumstände aber nicht vor 996 stattgefunden haben, weshalb man dieses Jahr heute (willkürlich) als Gründungsjahr des Martinsstiftes annimmt und deshalb 1996 auch eine entsprechende Festschrift zum 1000-jährigen Stiftsjubiläum publizierte.

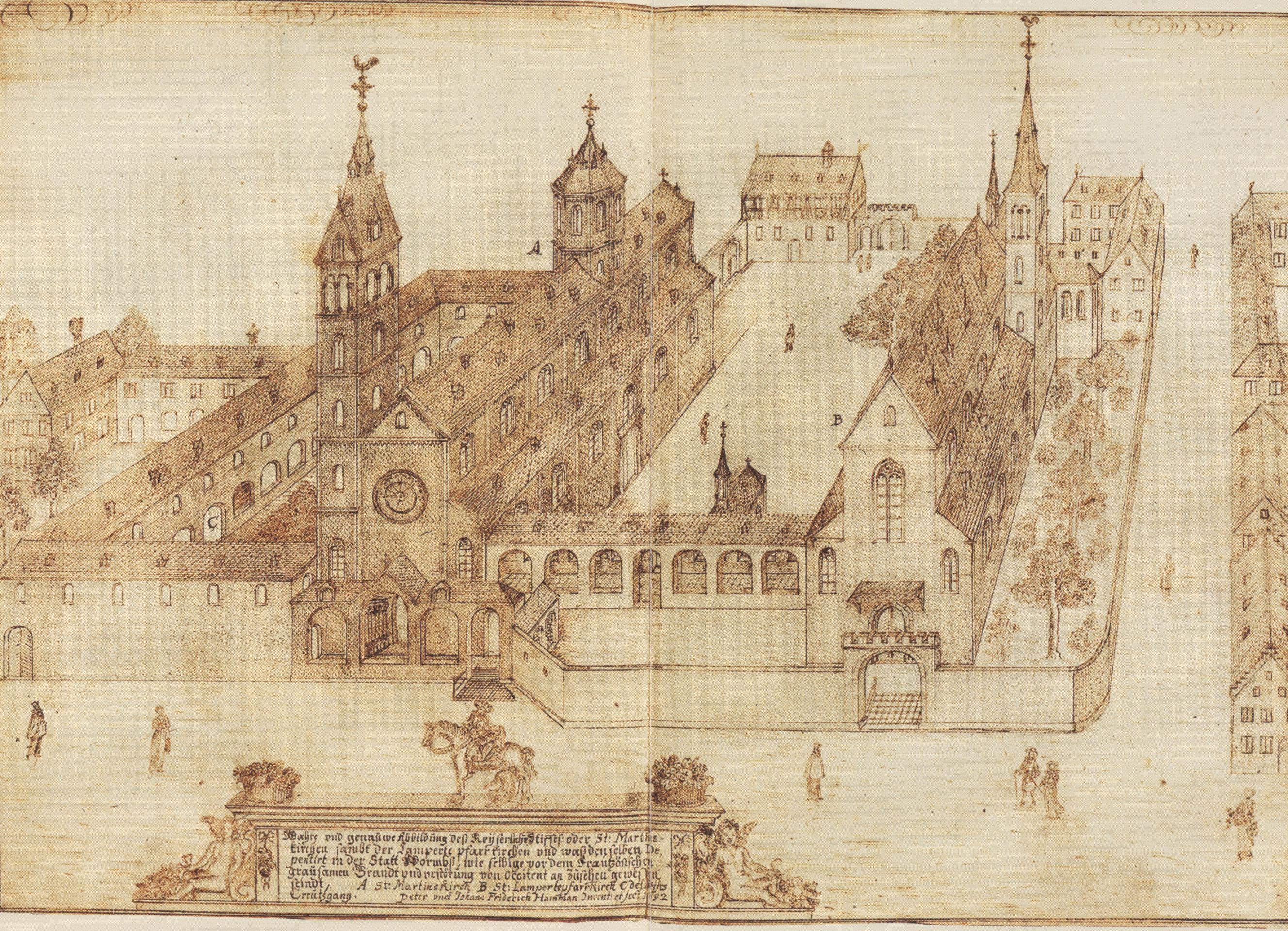
Das Martinsstift vor der Zerstörung von 1689. Links die Stiftskirche St. Martin und die Stiftsgebäude, rechts die Pfarrkirche St. Lambertus

Die erste sichere urkundliche Erwähnung des Wormser Martinsstiftes datiert vom 29. Juni 1016 und stammt von Bischof Burchard I. (1000–1025). Dabei wird das Stift nur beiläufig als existent erwähnt. Die Vita Burchardi, eine zwischen 1025 und 1027 abgefasste Biografie des Bischofs, sagt jedoch, dass er in der Stadt ein Kloster zu Ehren des Hl. Martin eingerichtet habe, es aber baulich nicht fertigstellen konnte, weshalb es bei Abfassung der Vita nur „halbvollendet“ war.
1210 wurde dem Stift die Pfarrei St. Lambertus mit ihrer benachbart gelegenen Kirche inkorporiert. Einer der Stiftsherren war nun immer gleichzeitig auch der Pfarrer von St. Lambertus. Die Martinskirche diente als Stifts- und Wallfahrtskirche, während man die Lambertuskirche als Gemeindekirche für die Pfarrei diente. Beide beide Kirchen waren durch eine Arkade baulich verbunden. Nördlich der Martinskirche lagen die Stiftsgebäude und der Kreuzgang, südlich die Lambertuskirche. Der bauliche Zustand vor der großen Zerstörung von 1689 ist in einer Zeichnung von Peter Hamman überliefert.
Eine Urkunde des Wormser Bischofs Eberhard I. Raugraf von Baumburg (1257–1277) belegt die Weihe der Kirche und des Altars des Martinsstiftes 1265. 1391 erwarb der Kurienkardinal Angelo Acciaioli ein Kanonikat und eine Präbende am Wormser Martinsstift, er war auch Propst des Paulusstiftes zu Worms.
1485 verlieh Papst Innozenz VIII. den Pilgern, die nach St. Martin kamen und den Martinskerker besuchten, einen besonderen Ablass.

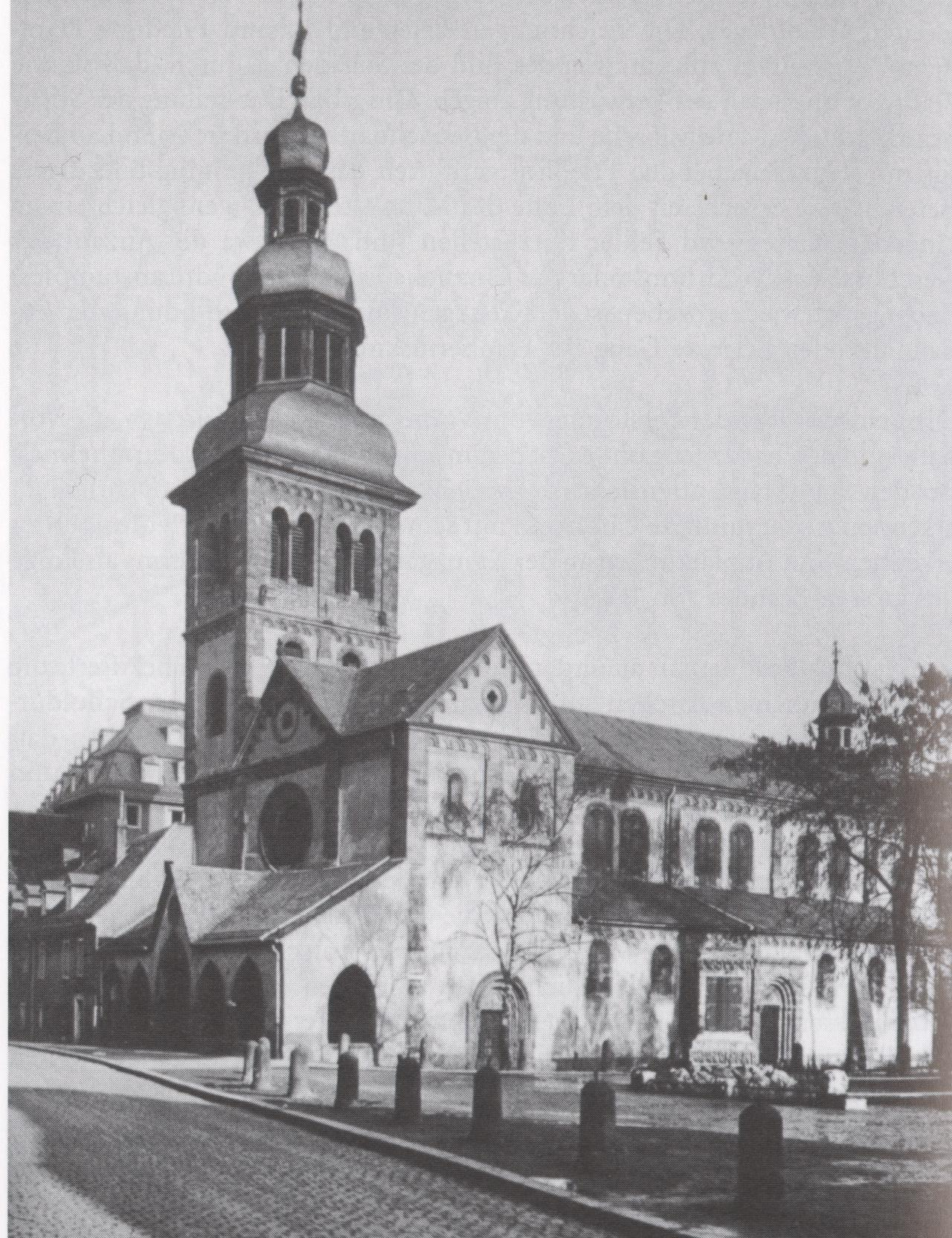
Die Martinskirche mit barockisiertem Turm (Wiederaufbau nach 1689)

Während des Pfälzischen Erbfolgekrieges wurde die Stadt Worms am 31. Mai 1689 von den Franzosen niedergebrannt, wobei auch beide Kirchen und die sonstigen Gebäude des Martinsstiftes weitgehend untergingen. Der damalige Stiftsdekan Petrus Dorn hielt das schreckliche Geschehen in Berichtsform fest und liefert darin viele interessante Einzelheiten zum Stift. Die Schrift befindet sich unter dem Titel „Protocollum quotidianum“ im Wormser Stadtarchiv.
Nach der Zerstörung erfolgte der Wiederaufbau des Martinsstiftes (Kirche und Stiftsgebäude), wobei man Stilelemente des Barock einfließen ließ, u. a. auch für den Turmhelm. Die St. Lambertuskirche wurde nicht wieder aufgebaut, ihre Reste am Ende des 18. Jahrhunderts abgebrochen. Ebenso verschwand der Martinskerker; sein ehemaliger Zugang wird heute mit einem niedrigen Bogen im äußeren Mauerwerk auf der Nordseite der Martinskirche in Verbindung gebracht.
Auch das Martinsstift als geistliche Körperschaft wurde reorganisiert, konnte jedoch seine frühere Bedeutung nicht mehr erlangen. Es bestand als Kollegiatstift fort, bis zur Auflösung unter dem letzten Stiftsdekan Bernhard Betz (1746–1815) aus Dirmstein, nachdem Worms und die deutschen Gebiete auf dem linken Rheinufer politisch an die französische Republik gefallen waren. Bereits 1794 war das Stift von französischen Revolutionären geplündert worden, wobei es Betz zuvor gelang, die wertvollsten Besitztümer – u. a. die sogenannte „Martinsstola“ in einer mittelalterlichen Elfenbeinschatulle – nach Aschaffenburg zu retten. Die offizielle Auflösung des Martinsstiftes erfolgte mit einem Abschlussprotokoll des Stiftsherrn Konrad von Winkelmann, am 25. August 1802.
Der letzte Stiftsdekan Bernhard Betz blieb im neu errichteten französischen Großbistum Mainz, unter Bischof Joseph Ludwig Colmar, als Generalvikar für die ehemaligen Wormser Bistumsgebiete in der Stadt wohnen. Er starb 1815 und sorgte sich bis dahin um die Erhaltung seiner ehemaligen Stiftskirche St. Martin, die nun als Pfarrkirche diente.

Auf das Martinsstift hinweisendes Ortswappen von Bubenheim (Pfalz)

## Stiftsgüter
Die wirtschaftliche Grundlage des Stiftes bildeten seine Liegenschaften und daraus resultierende Einkünfte. In der Stadt Worms umfasste der Besitz – neben dem Stift selbst – zahlreiche Häuser und Höfe. In Mannheim und in Bubenheim (Pfalz) besaß das Stift die Pfarreien mit Grundbesitz. Dazu kamen die Gefälle aus der Schenkung in Boppard und den umliegenden Gemeinden sowie landwirtschaftlicher Streubesitz in vielen Ortschaften des Wormsgaus.
Bubenheim war der bedeutendste Stiftsbesitz außerhalb von Worms und es zählte neben der uralten Pfarrkirche St. Peter auch das Dorf selbst dazu. Dekan Petrus Dorn flüchtete nach der Zerstörung des Stiftes 1689 dorthin und ließ zuvor auch mehrere Wagenladungen Kircheninventar aus Worms in den Ort evakuieren. Die Gemeinde führt als ehemaliger Temporalbesitz des Martinsstiftes bis heute den Hl. Martin im Wappen und gehörte politisch, als Exklave zum Bistum Worms, umgeben von kurpfälzischem Territorium.

## Nachklang

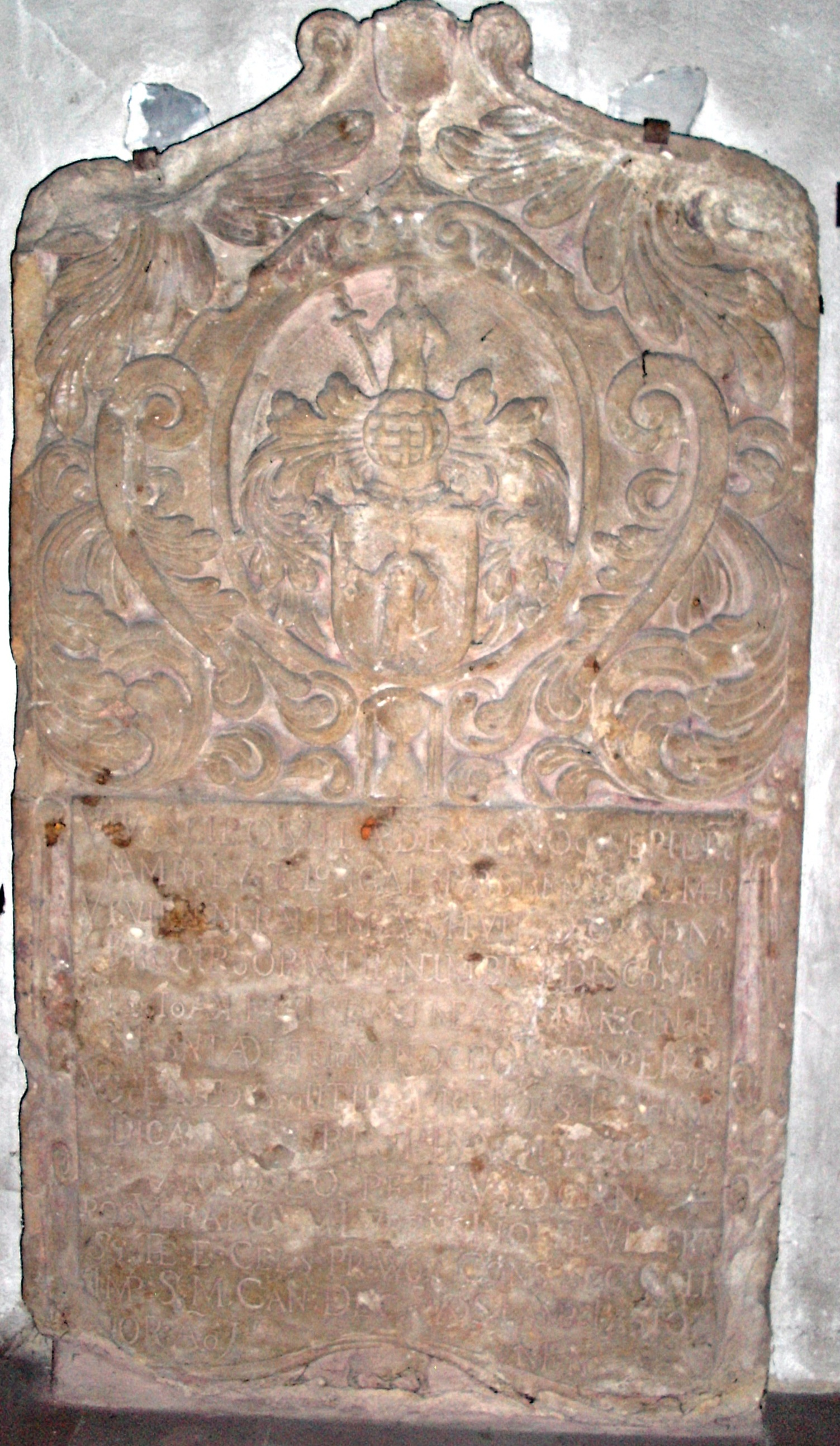
Grabstein von Stiftsdekan Petrus Dorn, Martinskirche Worms

In der Martinsgasse, auf dem alten Stiftsgelände neben der Martinskirche, eröffneten die Niederbronner Schwestern 1869 eine Station, aus der ab 1894 ein Krankenhaus mit dem historischen Namen „Martinsstift“ entstand, das bis 1978 existierte, dann zu einem Hotel umgebaut wurde und nun als gewöhnliches Wohngebäude dient.
Nach erneuter, weitgehender Zerstörung im Zweiten Weltkrieg hat man die historische Martinskirche wieder aufgebaut, wobei die Barockisierungen im Außenbereich verschwanden; sie dient nun wieder als Pfarrkirche. Nördlich der Kirche, in einem begrünten (zugänglichen) Innenhof befinden sich Reste des ehemaligen Kreuzganges.
Nach dem verdienten Stiftsdekan Petrus Dorn († 1699), der maßgeblich am Wiedererstehen des beim Stadtbrand von 1689 zerstörten Stiftes beteiligt war, ist eine Straße in Worms benannt. Sein Grabstein befindet sich in der Martinskirche, wo er allerdings nicht begraben ist. Dort hat sich auch der aufwändige Epitaph des vorletzten Stiftsdekans Peter Friedrich Wallreuther (1712–1786) erhalten.